# Булаж
Булаж (баш. Булаш) — деревня в Стерлибашевском районе Республики Башкортостан Российской Федерации. Входит в состав Стерлибашевского сельсовета. 

## География

### Географическое положение
Расстояние до:
- районного центра (Стерлибашево): 9 км,
- центра сельсовета (Стерлибашево): 9 км,
- ближайшей ж/д станции (Стерлитамак): 67 км.

## Население
| 2002 | 2009 | 2010 |
| ---- | ---- | ---- |
| 99   | ↘64  | ↘62  |

Национальный состав
Согласно переписи 2002 года, преобладающие национальности — русские (52 %), украинцы (27 %).